# Patentanmeldung
Der Begriff Patentanmeldung wird in unterschiedlichen Bedeutungen verwendet:
- Zum einen bezeichnet er die abstrakte Rechtsposition, die durch die Einreichung einer Erfindungsbeschreibung bei einem Patentamt zur Prüfung auf Patentwürdigkeit oder zur Registrierung zum Patent entsteht.
- Zum anderen bezeichnet der Begriff im Jargon oft das konkrete Textwerk, das zur Darstellung der Erfindung für die Verwendung im Patenterteilungsverfahren verfasst wird.

## Verständnis als Rechtsposition
Eine bei einem Patentamt anhängige Patentanmeldung ist ein Recht, das das immaterielle Gut einer technischen Erfindung in das Rechtssystem einführt und handhabbar macht. Hierfür trifft die Patentanmeldung bei einem Amt verschiedene wichtige Festlegungen, unter anderem
- den Inhalt der Erfindung – dieser ist nicht mehr erweiterbar –,
- das Datum ihrer Anmeldung beim Patentamt – dieser ist nicht mehr änderbar – und
- einen (änderbaren) Anmelder, mit dem das Patentamt kommunizieren kann.

Die Patentanmeldung begründet für den Anmelder den Anspruch auf die Erteilung eines Patents, wenn die materiellen und sonstigen Voraussetzungen dafür vorliegen bzw. im Laufe eines Prüfungsverfahrens hergestellt werden können. Aus einer Patentanmeldung heraus kann der Inhaber aber von anderen nicht Unterlassung gewerblicher Handlungen verlangen.
Die Patentanmeldung hat einen Eigentümer. Dem Patentamt gegenüber gilt der mit der Anmeldung benannte „Anmelder“ als Eigentümer der Anmeldung und ist berechtigt, im folgenden Verfahren für die Anmeldung tätig zu werden. Wie ein Patent ist auch eine Anmeldung dafür ein Immaterialgut und kann durch Rechtsgeschäft oder andere Mechanismen auf einen neuen Inhaber (=Anmelder, Eigentümer) übergehen.
Für die Einreichung von Patentanmeldungen halten Patentämter Merkblätter vor, etwa das Deutsche Patent- und Markenamt (DPMA) oder das Europäische Patentamt (EPA).
Patentanmeldungen als Rechtsposition verstanden werden konkreter nach der sie regulierenden Rechtsgrundlage angesprochen. Z. B. gibt es
- deutsche Patentanmeldungen („DE-Anmeldung“)
- europäische Patentanmeldungen („EP-Anmeldung“)
- internationale Patentanmeldungen („PCT-Anmeldung“)

## Verständnis als Textwerk
Die Beschreibung einer Erfindung für die Zwecke des Patenterteilungsverfahrens geschieht in einem oft „Patentanmeldung“ genannten Textwerk, das der Anmelder selbst fertigen und dann bei einem Patentamt einreichen muss, wenn er die Patentierung seiner Erfindung beantragt.

### Inhalt, Aufbau
Der Inhalt einer Patentanmeldung ist grundsätzlich eine subjektive Darstellung einer Erfindung aus Sicht des Anmelders bzw. Erfinders. Über die reale Sinnhaftigkeit, die praktische Brauchbarkeit oder die rechtliche Qualität des Inhalts sagt die Tatsache, dass das Textwerk zur Anmeldung eines Patents verwendet und auch amtlich veröffentlicht wird, nichts aus.
Eine Patentanmeldung hat mehrere deutlich unterscheidbare Textteile, die größtenteils gesetzlich gefordert z. B. in § 34 PatG oder in Art. 78 EPC oder sich praktisch entwickelt haben. Nachfolgend werden die einzelnen Teile des Textwerks Patentanmeldung beschrieben.

#### Beschreibung des Standes der Technik
Einleitend sollte dargestellt werden, von welcher technischen Situation die Erfindung ausging, also wie der Stand der Technik dazu ist. Soweit möglich sollte auch diese Situation durch reproduzierbare Belege untermauert sein, etwa Firmenprospekte, Fachartikel oder auch früher veröffentlichte andere Patentanmeldungen. Dieser Teil kann einige wenige Zeilen oder viele Seiten lang sein.

#### Problemstellung, Aufgabenstellung
Es sollte dargestellt werden, was im Stand der Technik als unbefriedigend oder verbesserungswürdig angesehen wird und welche Aufgabenstellung deshalb der Erfindung zugrunde liegt. Die Aufgabenstellung (z. B. Treibstoffverbrauch verringern) ist häufig die ins Positive gewendete Formulierung des Problems im Stand der Technik (z. B. relativ hoher Treibstoffverbrauch). Dieser Teil ist oft ein oder zwei Absätze lang.

#### Beschreibung der Erfindung
Die Beschreibung der Erfindung ist der Hauptteil einer Patentanmeldung. Er kann einige wenige Seiten bis viele Dutzend Seiten haben. In diesem Teil wird die Erfindung in ihrer allgemeinsten Form sowie in Varianten und Abwandlungen beschrieben. Es sollte die Erfindung hier auf verschiedenen Ebenen der Detailhaftigkeit beschrieben werden, nämlich von möglichst breit und generell formuliert bis hin zu relativ konkreten „Bauformen“. Es ist allerdings nicht nötig, tatsächlich eine vollständige Bauanleitung für eine Erfindung zu verfassen.

#### Patentansprüche
Die Patentansprüche sind der Textteil einer Anmeldung, dem zwei sehr wichtige Aufgaben zukommen: Zum einen nennen sie diejenigen Merkmalskombinationen, die die Erteilung eines Patents rechtfertigen sollen, und zum anderen und zugleich begrenzen sie den Schutz des womöglich erteilten Patents auf ebendiese Merkmalskombinationen. Die Änderung und Formulierung der Patentansprüche ist ein wesentlicher Teil der Arbeit im Patenterteilungsverfahren.
Die Patentansprüche dürfen keine Inhalte nennen, die über den Inhalt der vorherigen Beschreibung der Erfindung hinausgehen. Oder anders ausgedrückt: Alles, was in den Patentansprüchen steht, sollte auch (ausführlicher) in der Beschreibung dargestellt sein. Die Patentansprüche exzerpieren also Inhalte aus der Beschreibung kurz und knapp.

#### Figuren
Oft enthalten Patentanmeldungen Zeichnungen zur Darstellung der Erfindung, ggf. auch zur Darstellung des Standes der Technik.

#### Zusammenfassung
Die Zusammenfassung ist ein sehr kurzes Exzerpt aus der Beschreibung. Sie wird auf dem Deckblatt der Veröffentlichung abgedruckt.

### Ausarbeiten des Textwerks „Patentanmeldung“
Es gibt keine gesetzlichen Vorgaben, wer eine Patentanmeldung auszuarbeiten hat. Personen mit Wohnsitz im Inland können auch selbst, also ohne Vertreter, vor den Patentbehörden tätig werden und sich direkt an diese wenden. Sie können also auch selbst Patentanmeldungen verfassen und diese bei einem Patentamt einreichen.
Die Erfahrung zeigt allerdings, dass Patentanmeldungen, die von unerfahrenen Personen verfasst werden, zwar oft technisch richtig sind, aber den sonstigen Anfordernissen nicht optimal Rechnung tragen. Häufig werden Patentanmeldungen deshalb von einem Patentanwalt ausgearbeitet, eingereicht und begleitet.
Wenn ein Anmelder selbst eine nicht optimale Anmeldung ausgearbeitet und eingereicht hat, ist es wegen des Offenbarungserfordernisses häufig auch nicht möglich, solche Anmeldungen professionell zu reparieren. Der Ausweg in dieser Situation ist dann, eine Patentanmeldung professionell ausarbeiten zu lassen und diese als neue Anmeldung einzureichen. Dies sollte tunlichst innerhalb von 18 Monaten nach der ersten Anmeldung erfolgen, denn dann ist diese vielleicht noch nicht veröffentlicht. Besser noch erfolgt die professionelle Neuanmeldung innerhalb eines Jahres nach der ersten Anmeldung; dann kann deren Priorität in Anspruch genommen werden.

### Verwendung
Nach der Ausarbeitung wird die Patentanmeldung üblicherweise bei einem Patentamt eingereicht und ist damit die Grundlage für eine Patentanmeldung im eingangs genannten rechtlichen Verständnis des Begriffs. Der Inhalt wird dann im Laufe des Prüfungsverfahrens geprüft, ggf. geändert und, wenn eine patentwürdige Fassung erstellt werden kann, zum Patent erteilt. Sowohl Patentanmeldungen als auch später darauf erteilte Patente werden amtlicherseits veröffentlicht.